# Procesul Nagode

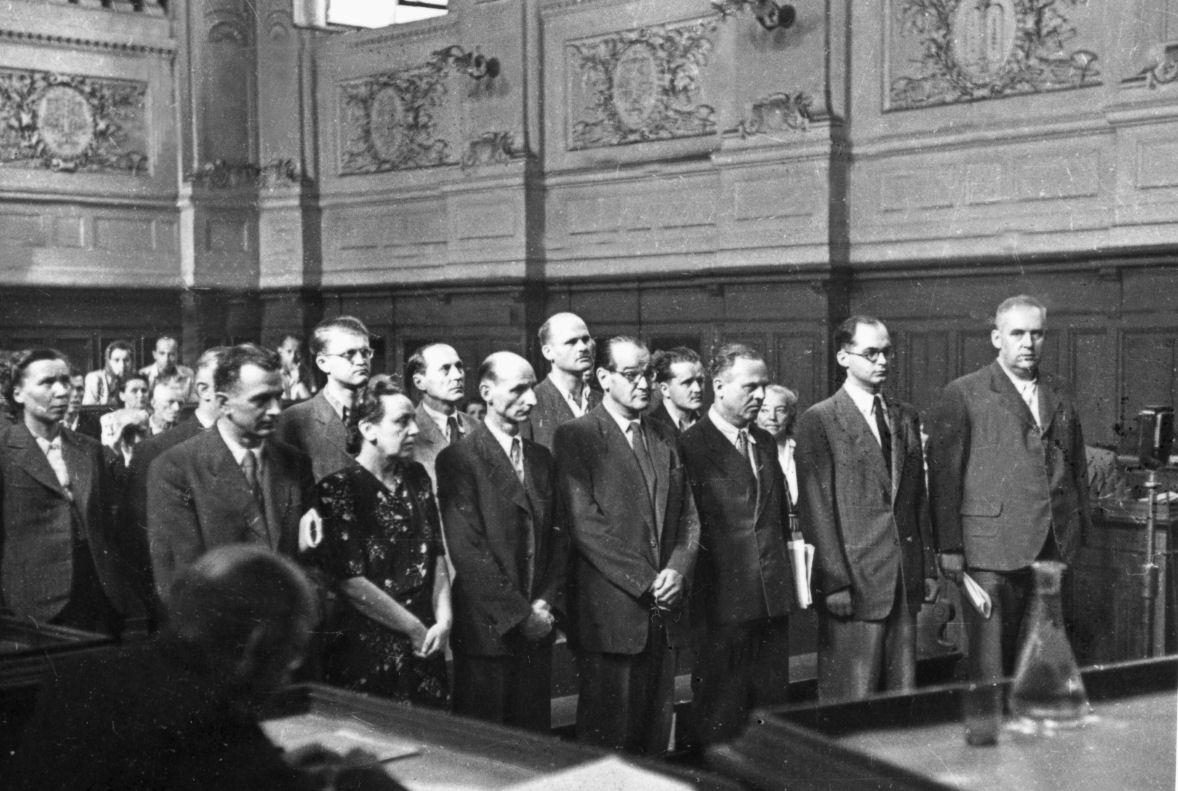
Inculpații din proces Nagode.

Procesul Nagode (în slovenă Nagodetov proces) a fost un proces înscenat (organizat politic) în 1947 în Republica Socialistă Slovenia, Iugoslavia.
Procesul a fost declanșat de autoritățile slovene sub conducerea Partidului Comunist din Slovenia împotriva politicienilor necomuniști care doreau să participe la politica Sloveniei după 1945. În mai 1947, poliția secretă slovenă (Uprava državne bezbednosti, UDBA) a arestat 32 de intelectuali înalt educați. Printre aceștia s-au numărat câțiva foști membri ai Partidului Comunist din Slovenia, dar majoritatea erau democrați liberali care erau înclinați către democrația parlamentară în stil occidental. Printre cei arestați s-au numărat Črtomir Nagode (de la care vine numele procesului), Ljubo Sirc⁠(d), Leon Kavčnik, Boris Furlan⁠(d), Zoran Hribar, Angela Vode⁠(d), Metod Kumelj, Pavla Hočevar, Svatopluk Zupan, Bogdan Stare, Metod Pirc, Vid Lajovic și Elizabeta Hribar. Franc Snoj⁠(d) a fost adăugat ulterior grupului.

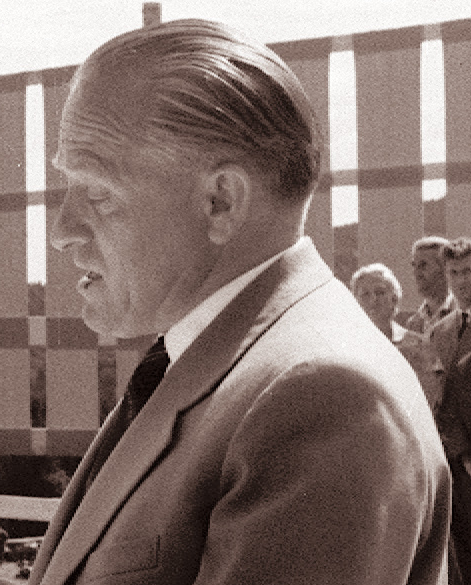
Procurorul procesului a fost Viktor Avbelj, ulterior președinte al președinției Republicii Socialiste Slovenia

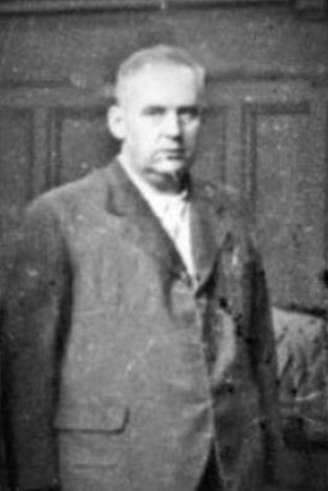
Črtomir Nagode

Au fost interogați și torturați timp de două luni în închisorile din Ljubljana. Biroul Politic al Comitetului Central al Partidului Comunist din Slovenia a folosit mass-media slovenă pentru a-i caracteriza pe cei arestați drept „o mână de spioni, dușmani de clasă, agenți străini plătiți, care nu au niciun program politic și a căror activitate, fără nicio valoare politică, este de a leza autoritatea poporului”. Procesul împotriva acuzaților a început la 29 iulie, iar ce s-a întâmplat în sala de judecată a fost transmis publicului prin difuzoare speciale instalate pe străzi. Procurorul procesului a fost Viktor Avbelj, ulterior președinte al președinției Republicii Socialiste Slovenia, iar Drago Supančič⁠(d) a fost folosit ca martor incriminator. Procesul a devenit cunoscut sub numele de „procesul Nagode” după inculpatul principal. După 13 zile de audieri, la 12 august 1947, trei dintre inculpați (Nagode, Boris Furlan și Ljubo Sirc) au fost condamnați la moarte prin împușcare, iar restul au fost condamnați la pedepse lungi de închisoare cu muncă silnică, privarea a tuturor drepturile civile și confiscarea bunurilor lor.
Nagode a fost împușcat la 27 august 1947,  iar pedepsele cu moartea împotriva lui Furlan și Sirc au fost comutate în 20 de ani de închisoare.
Doi dintre cei condamnați s-au sinucis.
În 1991, Curtea Supremă a Republicii Slovenia a anulat condamnarea împotriva lui Nagode și a celorlalți paisprezece inculpați pe motiv că procesul s-a bazat pe mărturii false și că a fost un proces corupt împotriva unor spioni occidentali imaginari.